# Tresteg för damer i friidrott vid olympiska sommarspelen 2012
Damernas tresteg vid olympiska sommarspelen 2012, i London i Storbritannien avgjordes den 3-5 augusti på Londons Olympiastadion. Tävlingen inleddes med en kvalomgång där alla tävlande fick försöka kvalificera sig till finalen. Deltagarna fick tre chanser att hoppa över kvalgränsen. Om färre än 12 deltagare uppnått kvalgränsen när alla deltagare hoppat sina tre hopp gick de 12 bästa deltagarna vidare. Därefter hölls finalen där alla kvalificerade återigen fick tre hopp var; de åtta bästa deltagarna i finalen fick avslutningsvis ytterligare tre hopp. Françoise Mbango Etone från Kamerun var regerande mästare efter sin seger i Peking 2008.

## Medaljörer
| Event   | Guld                    | Guld                    | Silver                     | Silver                     | Brons                  | Brons                  |
| Tresteg | Olga Rypakova Kazakstan | Olga Rypakova Kazakstan | Caterine Ibargüen Colombia | Caterine Ibargüen Colombia | Olha Saladucha Ukraina | Olha Saladucha Ukraina |

## Rekord
Före tävlingarna gällde dessa rekord:
| Världsrekord (WR)     | Inessa Kravets (UKR)         | 15,50 m       | Göteborg, Sverige | 10 augusti 1995 | [ 4 ] |
| Olympiskt rekord (OR) | Françoise Mbango Etone (CMR) | 15,39 m       | Beijing, Kina     | 17 augusti 2008 | [ 5 ] |
| Världsårsbästa (WL)   | ej fastställt                | ej fastställt | ej fastställt     | ej fastställt   |       |

## Program
Tider anges i lokal tid, det vill säga västeuropeisk sommartid (UTC+1).
3 augusti
- 10:25 – Kval

5 augusti
- 19:35 – Final

## Resultat

### Försöksomgång
Den inledande kvalomgången hölls den 3 augusti.
| Placering | Grupp | Namn                    | Nationalitet        | 1     | 2     | 3     | Resultat | Noteringar |
| --------- | ----- | ----------------------- | ------------------- | ----- | ----- | ----- | -------- | ---------- |
| 1         | B     | Olga Rypakova           | Kazakstan           | X     | 13.99 | 14.79 | 14,79    | Q          |
| 2         | A     | Kimberly Williams       | Jamaica             | 14.53 | –     | –     | 14,53    | Q, PB      |
| 3         | A     | Yamilé Aldama           | Storbritannien      | 14.45 | –     | –     | 14,45    | Q          |
| 4         | B     | Caterine Ibargüen       | Colombia            | 14.24 | 14.42 | –     | 14.42    | Q          |
| 5         | A     | Olha Saladucha          | Ukraina             | 14.26 | 14.35 | X     | 14.35    | q          |
| 6         | B     | Hanna Knyazyeva         | Ukraina             | 14.33 | X     | X     | 14.33    | q          |
| 7         | B     | Trecia-Kaye Smith       | Jamaica             | X     | 14.31 | X     | 14.31    | q, SB      |
| 8         | A     | Tatjana Lebedeva        | Ryssland            | 14.17 | 14.30 | –     | 14.30    | q          |
| 9         | B     | Yargeris Savigne        | Kuba                | 14.22 | 14.28 | 14.02 | 14.28    | q          |
| 10        | A     | Dana Velďáková          | Slovakien           | X     | 14.22 | 13.84 | 14.22    | q          |
| 11        | A     | Viktorija Valjukevitj   | Ryssland            | 14.09 | 14.19 | 13.86 | 14.19    | q          |
| 12        | A     | Marija Šestak           | Slovenien           | X     | 14.16 | 14.12 | 14.16    | q          |
| 13        | B     | Patrícia Mamona         | Portugal            | 14.11 | 13.97 | 13.96 | 14.11    |            |
| 14        | B     | Ayanna Alexander        | Trinidad och Tobago | 13.98 | 13.92 | 14.09 | 14.09    |            |
| 15        | A     | Hanna Demjdova          | Ukraina             | 13.97 | 13.60 | X     | 13.97    |            |
| 15        | B     | Dailenys Alcántara      | Kuba                | 13.97 | X     | X     | 13.97    |            |
| 17        | B     | Veronika Mosina         | Ryssland            | 13.72 | 13.56 | 13.96 | 13.96    |            |
| 18        | B     | Simona La Mantia        | Italien             | 13.77 | 13.92 | 13.73 | 13.92    |            |
| 19        | A     | Josleidy Ribalta        | Kuba                | 13.71 | 13.12 | 13.88 | 13.88    |            |
| 20        | B     | Keila Costa             | Brasilien           | X     | 13.69 | 13.84 | 13.84    |            |
| 20        | B     | Svetlana Bolshakova     | Belgien             | 13.84 | 13.42 | 13.45 | 13.84    |            |
| 22        | B     | Mayookha Johny          | Indien              | 13.77 | 13.68 | 13.62 | 13.77    |            |
| 23        | B     | Xie Limei               | Kina                | 13.63 | X     | 13.69 | 13.69    |            |
| 24        | A     | Niki Panetta            | Grekland            | X     | 13.66 | 13.63 | 13.66    |            |
| 25        | B     | Biljana Topić           | Serbien             | X     | X     | 13.66 | 13.66    |            |
| 26        | B     | Patricia Sarrapio       | Spanien             | X     | 13.64 | X     | 13.64    |            |
| 27        | A     | Amanda Smock            | USA                 | X     | 13.43 | 13.61 | 13.61    |            |
| 28        | A     | Aleksandra Kotljarova   | Uzbekistan          | 13.33 | X     | 13.55 | 13.55    |            |
| 29        | B     | Anastasija Juravleva    | Uzbekistan          | 13.54 | X     | X     | 13.54    |            |
| 30        | A     | Li Yanmei               | Kina                | 13.43 | 12.78 | 13.15 | 13.43    |            |
| 31        | A     | Irina Litvinenko Ektova | Kazakstan           | 13.39 | X     | X     | 13.39    |            |
| 32        | A     | Andriana Banova         | Bulgarien           | X     | 12.88 | 13.33 | 13.33    |            |
| 33        | B     | Athanasia Perra         | Grekland            | X     | X     | 11.93 | 11.93    |            |
| –         | A     | Cristina Bujin          | Rumänien            | X     | X     | X     | NM       |            |
| –         | A     | Kseniya Dziatsuk        | Belarus             | X     | X     | X     | NM       |            |

### Final
Finalen ägde rum den 5 augusti.
| Placering | Namn                  | Nationalitet   | 1     | 2     | 3     | 4     | 5     | 6     | Resultat | Noteringar |
| --------- | --------------------- | -------------- | ----- | ----- | ----- | ----- | ----- | ----- | -------- | ---------- |
| 1         | Olga Rypakova         | Kazakstan      | 14,54 | X     | 14,98 | X     | 14,89 | 14,40 | 14,98    |            |
| 2         | Caterine Ibargüen     | Colombia       | 14.45 | 13.99 | 14.67 | 14.37 | 14.35 | 14.80 | 14,80    |            |
| 3         | Olha Saladucha        | Ukraina        | 13.92 | 14.48 | X     | 14.53 | 14.51 | 14.79 | 14,79    |            |
| 4         | Hanna Knyazyeva       | Ukraina        | X     | 14.56 | 14.16 | 14.14 | 14.16 | X     | 14,56    |            |
| 5         | Yamilé Aldama         | Storbritannien | 14.10 | 14.09 | 14.39 | 14.32 | 14.43 | 14.48 | 14,48    |            |
| 6         | Kimberly Williams     | Jamaica        | 14.35 | X     | 14.48 | 14.19 | X     | 14.20 | 14,48    |            |
| 7         | Trecia-Kaye Smith     | Jamaica        | X     | X     | 14.35 | 14.34 | 13.74 | X     | 14,35    |            |
| 8         | Viktorija Valjukevitj | Ryssland       | 14.24 | 13.75 | 14.18 | 13.75 | 14.15 | X     | 14,24    |            |
| 9         | Yargeris Savigne      | Kuba           | 14.12 | 12.13 | 13.91 | i.u.  | i.u.  | i.u.  | 14,12    |            |
| 10        | Tatjana Lebedeva      | Ryssland       | 14.11 | 14.03 | 14.01 | i.u.  | i.u.  | i.u.  | 14,11    |            |
| 11        | Marija Šestak         | Slovenien      | 13.84 | 13.98 | 13.98 | i.u.  | i.u.  | i.u.  | 13,98    |            |
| 12        | Dana Velďáková        | Slovakien      | X     | X     | 11.92 | i.u.  | i.u.  | i.u.  | 11,92    |            |